# هيلجلاند

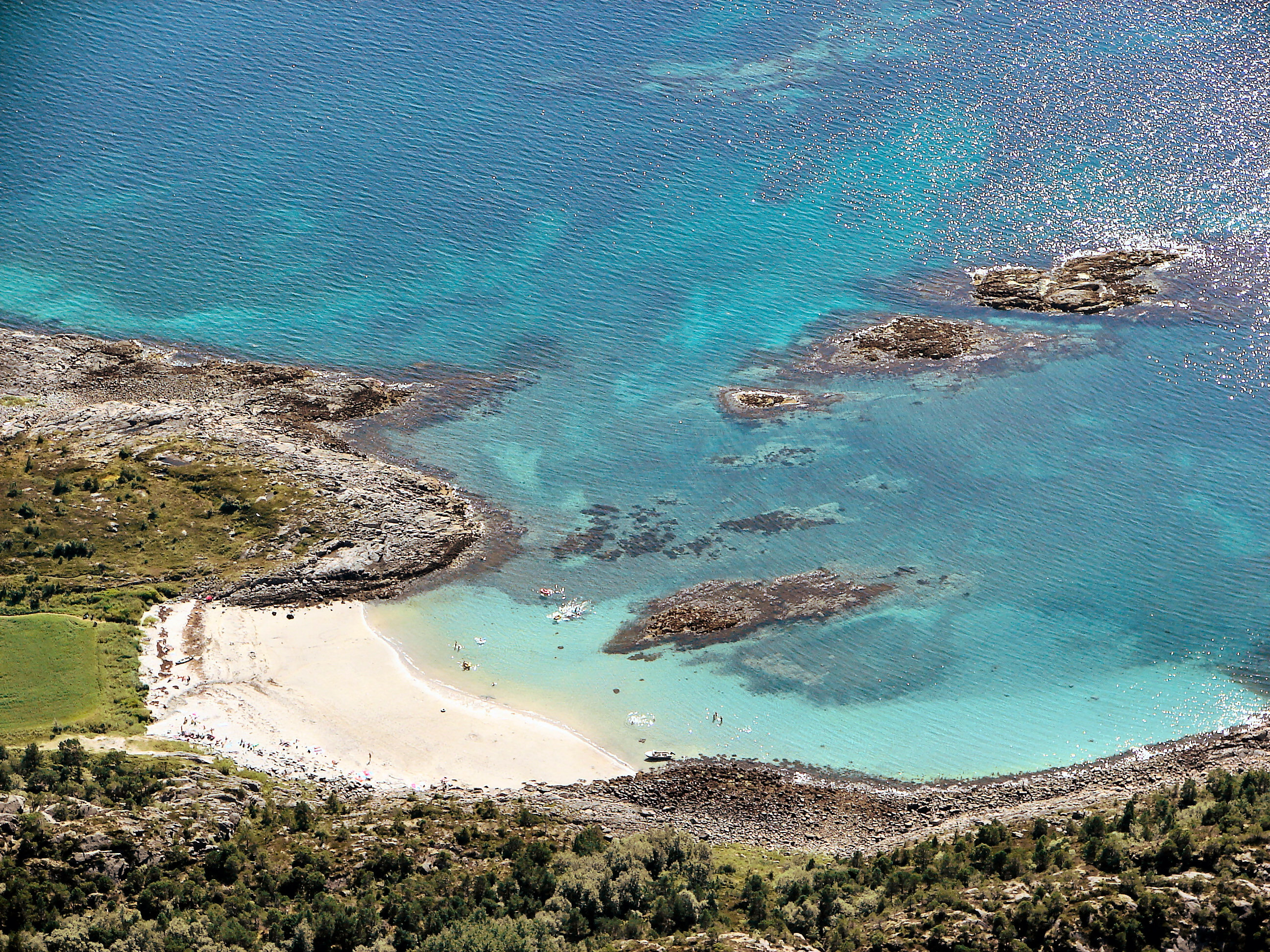
أرخبيل فيغا وهو على لائحة التراث العالمي لليونسكو

هيلجلاند (بالنرويجية: Helgeland) هي أقصى مناطق شمال النرويج جنوباً. وبصفة عامة فإن اسم «هيلجلاند» يشير إلى جزء من مقاطعة نورلاند الذي تقع إلى الجنوب من الدائرة القطبية الشمالية. يحدّها من الشمال  جبال الملح (Saltfjellet) وكتلة (Svartisen) الجليدية التي تشكل الحدود الطبيعية مع منطقة سالتين. تحدها من الجنوب مقاطعة ترونديلاغ.
تبلغ مساحتها حوالي 18,832 كيلومتر مربع، وما يقرب من 79,000 نسمة. وهناك أربع بلدات في المنطقة، هي من الجنوب إلى الشمال: برونوي سوند ومو شون وساندنيس شون ومو إي رانا.

## معرض صور

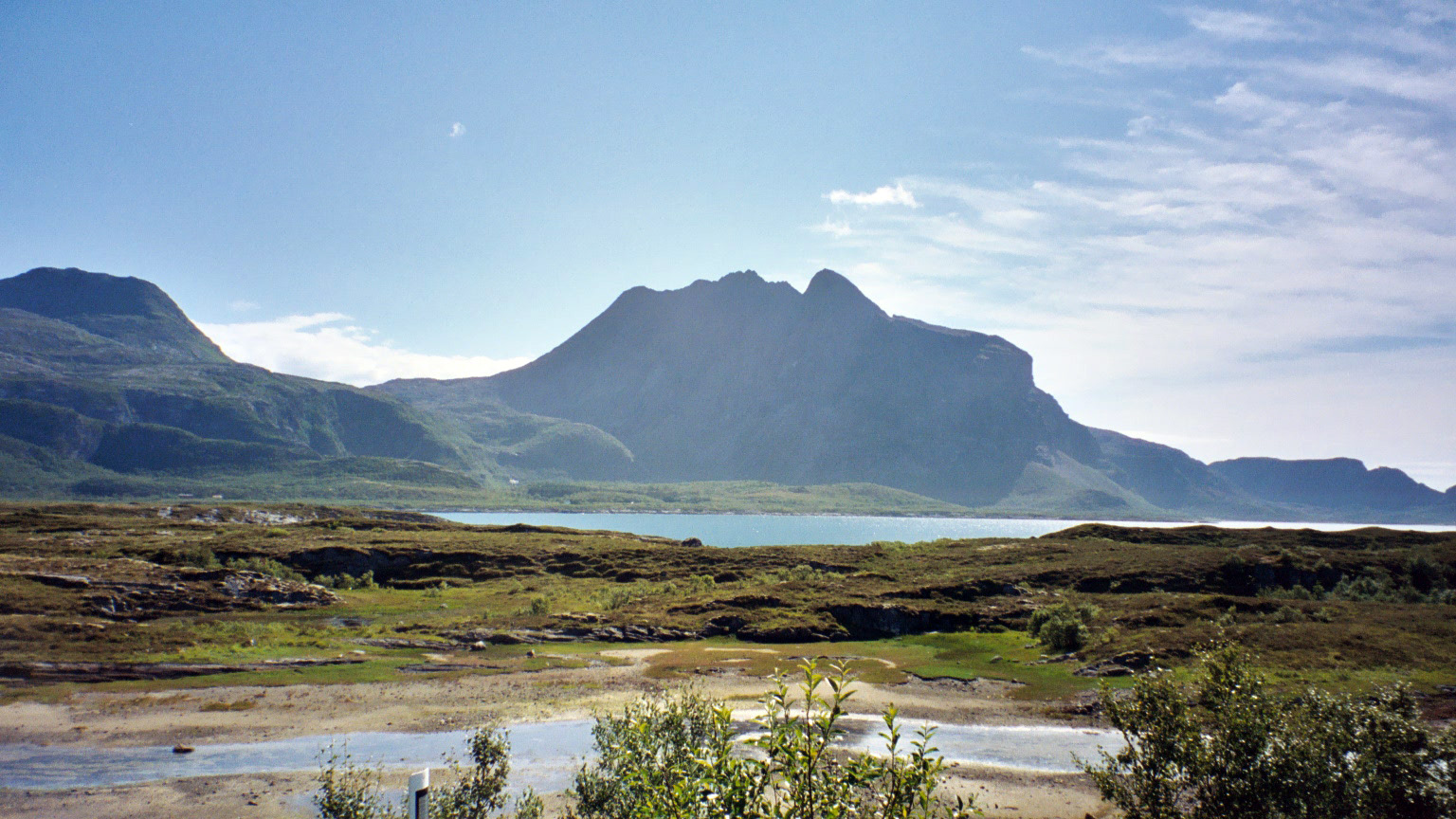
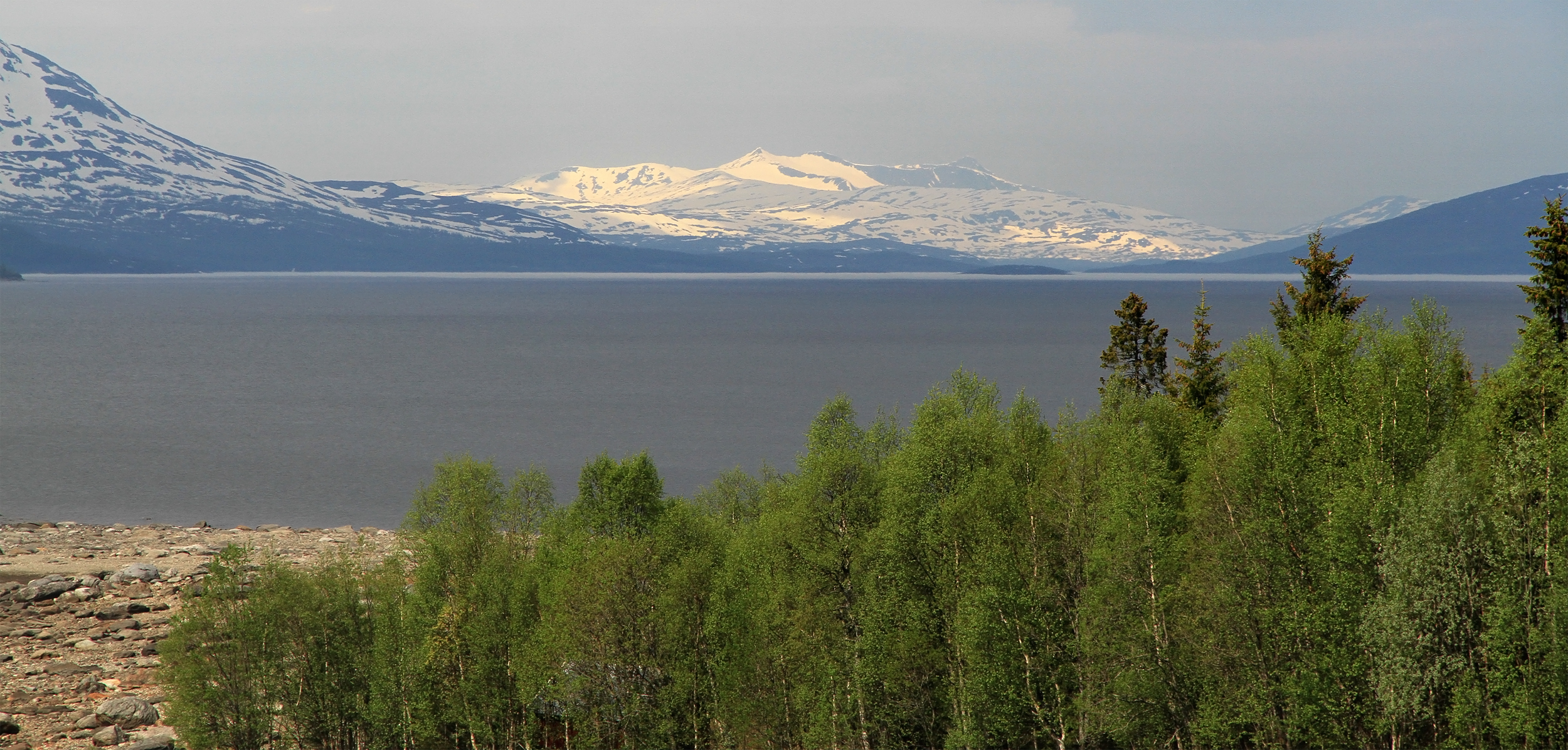
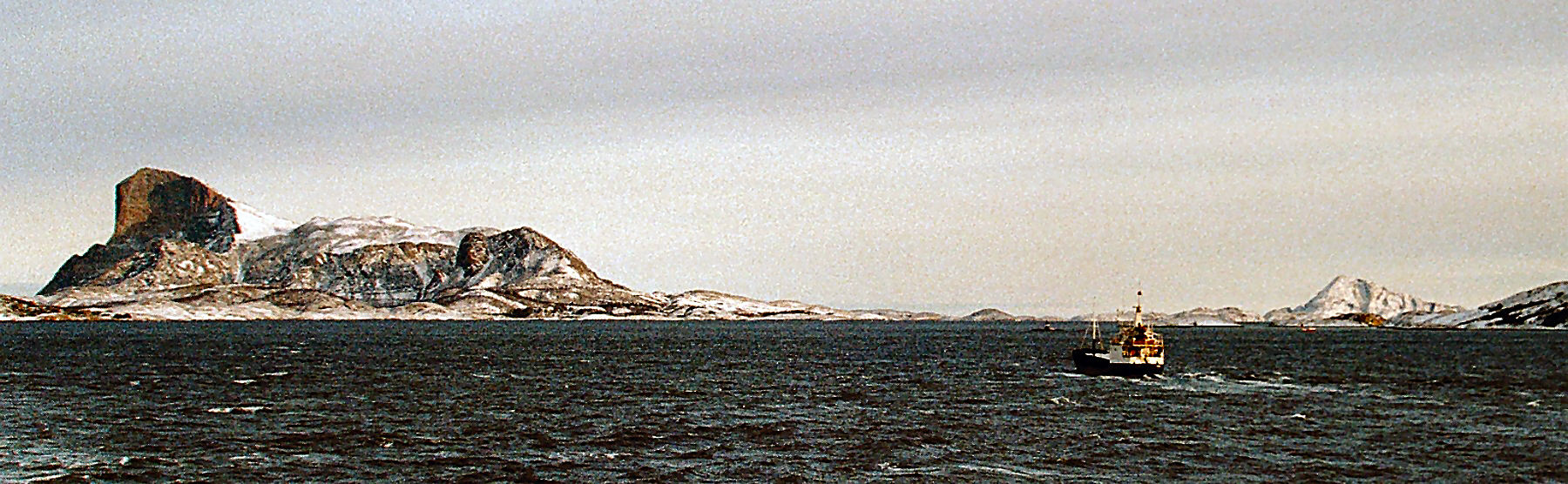
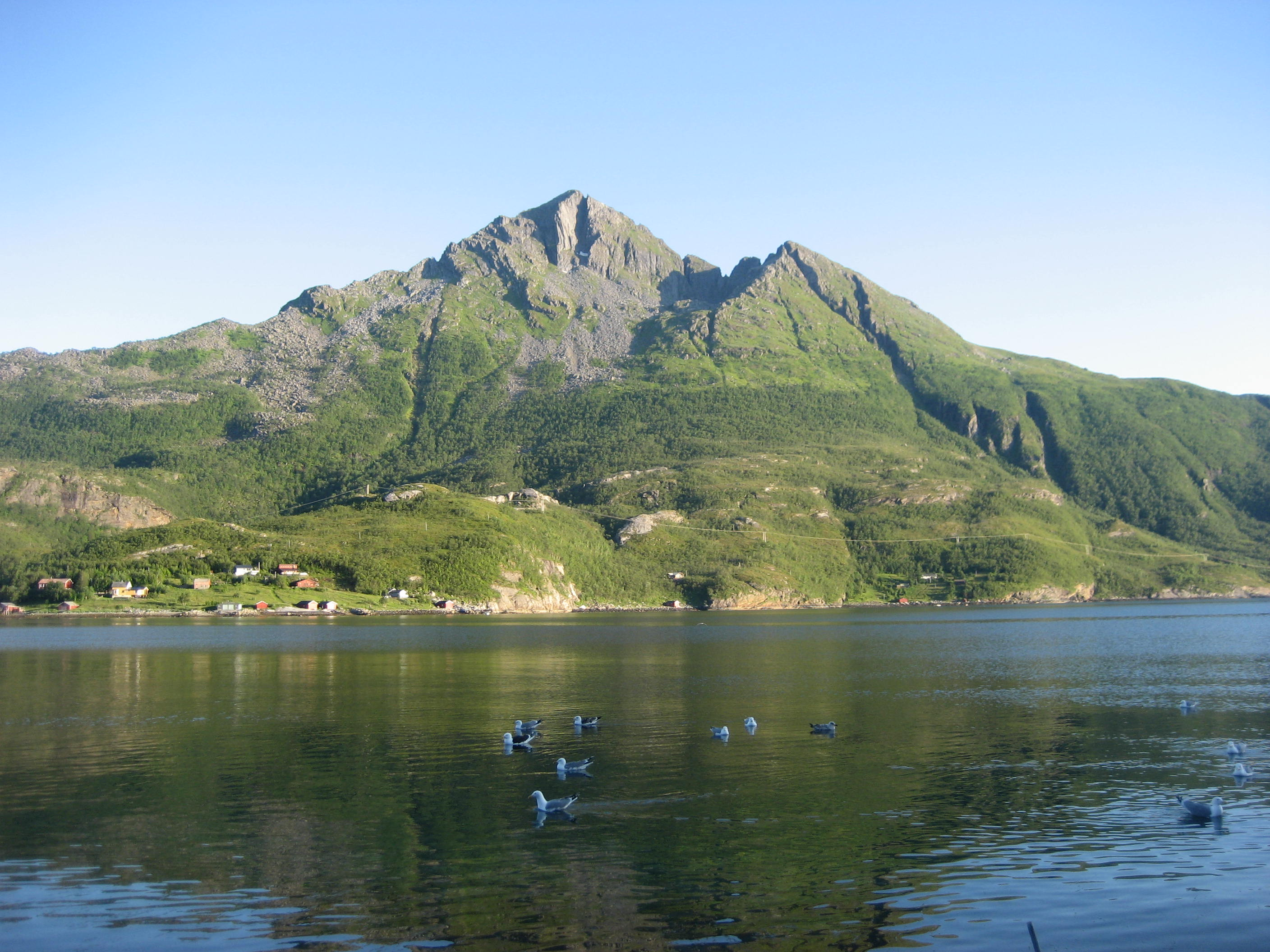
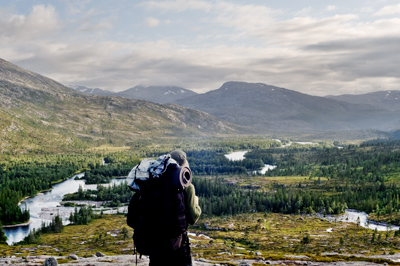
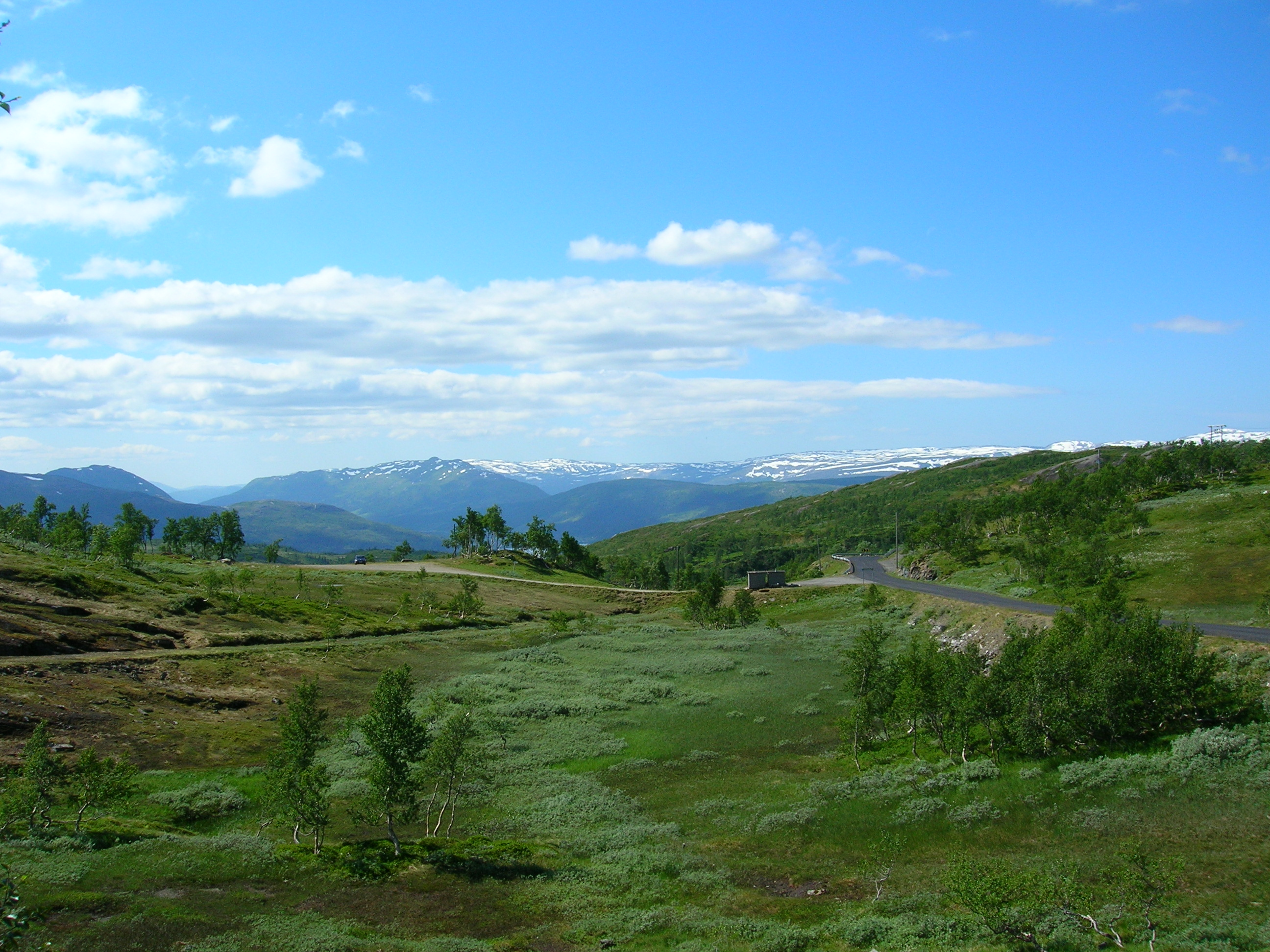